# Deathwish Inc.
Deathwish, Inc. — американский инди-лейбл, основанный вокалистом группы Converge Джэкобом Бэнноном и Тре Маккарти в 2001 году. Специализируется на хардкор-панке и метале. В последние годы лейбл также занялся другими видами бизнеса, связанными с контркультурой (например, спонсированием бойцов смешанных боевых искусств). В 2007 году Deathwish слилась с другим инди-лейблом Malfunction Records.

## Исполнители и коллективы
- 108
- 100 Demons
- AC4
- Bitter End
- Birds in Row
- Blacklisted
- Boysetsfire
- Breather Resist
- Carpathian
- Cold World
- Converge
- Code Orange
- Cursed
- Doomriders
- Embrace Today
- End of a Year
- Extreme Noise Terror
- Final Fight
- First Blood
- The Great Deceiver
- Horror Show
- I Hate You
- Integrity
- Jacob Bannon
- Lewd Acts
- A Life Once Lost
- Meltdown
- Modern Life Is War
- Most Precious Blood
- Narrows
- Piece By Piece
- Pulling Teeth
- Reach the Sky
- Ringworm
- Rise and Fall
- Some Girls
- Starkweather
- The Suicide File
- Terror
- This Is Hell
- Trap Them
- United Nations